# Inundações de 2008 no sul da China
As inundações de 2008 no sul da China começaram em 26 de maio de 2008. Quatro rodadas de chuvas torrenciais com deslizamentos de terra e inundações duraram 20 dias e afetaram quinze províncias no leste e sul da China.
A primeira rodada de inundações afetou doze províncias no sul da China e matou 93 pessoas até 30 de maio. Uma nova rodada de inundações começou em 6 de junho e varreu nove províncias no sul da China, matando 55 pessoas com 7 desaparecidos e forçando 1,3 milhão a evacuar a partir de 14 de junho. O Centro Meteorológico Nacional da China disse que as fortes chuvas continuariam e que a precipitação nas províncias de Guizhou, Sichuan e Yunnan seria 30 a 70% maior do que no mesmo período do ano passado.